# Campeonato Mundial de Rugby M19 División A de 1983
El Campeonato Mundial de Rugby M19 de 1983 se disputó en Marruecos y fue la décima quinta edición del torneo en categoría M19.

## Equipos participantes
- Selección juvenil de rugby de Alemania Occidental
- Selección juvenil de rugby de España
- Selección juvenil de rugby de Francia
- Selección juvenil de rugby de Italia
- Selección juvenil de rugby de Marruecos
- Selección juvenil de rugby de Túnez

## Posiciones finales
| Pos | Equipo              |
| --- | ------------------- |
|     | Francia             |
|     | Italia              |
|     | España              |
| 4   | Alemania Occidental |
| 5   | Marruecos           |
| 6   | Túnez               |

### Campeón
| Bandera de Francia   |
| Campeón Francia      |
| Décimo tercer título |